# Piper Pass
Piper Pass är ett bergspass i Kanada.   Det ligger i territoriet Nunavut, i den nordöstra delen av landet, 4 100 km norr om huvudstaden Ottawa. Piper Pass ligger 160 meter över havet.
Terrängen runt Piper Pass är varierad. Piper Pass ligger nere i en dal som går i nord-sydlig riktning. Trakten runt Piper Pass är nära nog obefolkad, med mindre än två invånare per kvadratkilometer.. Det finns inga samhällen i närheten.
Trakten runt Piper Pass är permanent täckt av is och snö.